# 薪資單
薪資單又名所得明細單，用於記錄員工所得（工資），記錄項目包含津貼、各種獎金、加班費和出勤明細，於薪資入帳日發給員工。